# NGC 1580
NGC 1580 (również PGC 15189) – galaktyka spiralna z poprzeczką znajdująca się w gwiazdozbiorze Erydanu. Odkrył ją Édouard Jean-Marie Stephan 18 stycznia 1877 roku.